# Vicariat apostolique d'Anatolie
Le vicariat apostolique d'Anatolie (en latin : vicariatus apostolicus Anatoliensis) est une église particulière de l'Église catholique en Turquie.
Elle a été érigée canoniquement le 30 novembre 1990 par le pape Jean-Paul II. Il avait auparavant été érigé en mission sui juris de Trabzon le 20 juin 1931.
Le bureau du vicariat est situé à Iskenderun. Il y a 4 550 catholiques dans ce vicariat apostolique, ainsi que huit paroisses et onze prêtres. Un dialogue œcuménique est établi avec l'Église orthodoxe arménienne et un dialogue interreligieux est établi avec les musulmans de la Turquie.
La région dans laquelle se trouve ce vicariat apostolique a subi les conséquences du génocide arménien. Les prêtres sont d'origine italienne. Le 5 février 2006, le prêtre Andrea Santoro a été assassiné alors qu'il était agenouillé dans son église.
Luigi Padovese, vicaire apostolique de 2004 à 2010, a été assassiné par son chauffeur le 3 juin 2010.
Jusqu'en 2015, date à laquelle le vicariat est confié à un jésuite, la juridiction a toujours été administrée par des capucins.

## Cathédrales
La cathédrale d'İskenderun, dédiée à l'Annonciation, est la cathédrale du vicariat.
La cathédrale Saint-Antoine-de-Padoue de Mersin, dédiée à saint Antoine de Padoue, est la co-cathédrale du vicariat.

## Ordinaires

### Préfets apostoliques de Trabzon
- 1845-1852 : Damiano da Viareggio, OFM. Cap
- 1852-1881 : Filippo Maria da Bologna, OFM. Cap
- 1881-1896 : Eugenio da Modica, OFM. Cap

### Supérieurs ecclésiastiques de Trabzon
- 1931-1933 : Michele da Capodistria, OFM. Cap
- 1933-1955 : Giovanni Giannetti da Fivizzano, OFM. Cap
- 1955-1961 : Prospero Germini da Ospitaletto, OFM. Cap
- 1961-1966 : Michele Salardi da Novellara, OFM. Cap
- 1966-1983 : Germano Bernardini, OFM. Cap
  - 1983-1993 : Germano Bernardini, OFM. Cap, administrateur apostolique

### Vicaires apostoliques d'Anatolie
- 1993-2004 : Ruggero Franceschini, OFM. Cap
- 2004-†2010 : Luigi Padovese, OFM. Cap (assassiné)
  - 2010 - 2015 : Ruggero Franceschini, OFM. Cap, administrateur apostolique
- 2015 - 2024 : Paolo Bizzeti, S.J.
  - depuis 2023: Antuan Ilgit, S.J, évêque auxiliaire (administrateur apostolique depuis 2024)